# Jolyon Naegele
Jolyon Arthur Naegele (* 19. dubna 1955 New York) je americký novinář, který byl jedním z mála akreditovaných česky mluvících západních nekomunistických novinářů v předrevolučním Československu, a to jako zpravodaj Hlasu Ameriky pro střední a východní Evropu. Později pracoval jako redaktor rozhlasových stanic Svobodné Evropy a Svobody (RFE/RL) a pak jako politický analytik v mírotvorné misi OSN v Kosovu.

## Životopis
Jolyon Arthur Naegele se narodil 19. dubna 1955 v New Yorku na Manhattanu jako nejstarší ze čtyř sourozenců. Matka, Rosemary Cushla Naegele roz. Hurst (1925–2012) se narodila v anglickém Ascotu, otec, grafik a malíř Thomas Ferdinand Naegele, se narodil ve Stuttgartu v roce 1924 a v současnosti žije v New Yorku. Děda z otcovy strany, Reinhold Naegele (1884–1972) byl známý malíř a grafik a byl členem Stuttgartské secese. Jolyonovi prarodiče z matčiny strany, babička MUDr. Alice Naegele roz. Nördlinger (1890–1961) a děda z matčiny strany Sir Arthur Hurst roz. Hertz (1879–1944), gastroenterolog, byli ze židovských rodin. Prababička Helene Nördlinger roz. Schlüchterer (1852–1942) po pěti týdnech v Terezínském ghettu zahynula v transportu odtud do vyhlazovacího táboru Treblinka. Babička z matčiny strany Cushla Hurst roz. Riddiford (1894–1961) se narodila na Novém Zélandu a byla anglikánka.
Prapraděda Jolyona Ferdinand Nägele byl poslancem ve Frankfurtském parlamentu (1848–49). Prastrýc Jolyona Sir Gerald Hurst byl poslancem Konzervativní strany v Britském parlamentu v letech 1918–1935.
Jolyonův otec se dostal do internátní školy v Anglii v dubnu 1938 v rámci programu pro „poloárijské“ děti ze smíšených rodin. Reinhold a Alice emigrovali do Anglie koncem srpna roku 1939, týden před vypuknutím druhé světové války. Rodina se dostala do USA v říjnu roku 1940. Po ukončení střední školy v New Yorku Jolyonův otec sloužil jako americký vojenský tlumočník v zajateckém táboře pro Němce v Nebrasce.
Jolyonova matka studovala střední školu v Kanadě. Po studijním pobytu v USA se na jaře r. 1944 vrátila do Anglie. Posléze sloužila v Ženské královské námořní službě. Odjela natrvalo do USA v roce 1952.
Jolyon vystudoval výtvarné umění a fotografii ve střední škole, ale více ho zajímaly mezinárodní vztahy a politika, zvláště východní Evropa, a především bývalé Československo, jeho historie, hudba, architektura a lidová kultura. Sledoval jako 13letý Pražské jaro a okupaci Československa vojsky Varšavské smlouvy.
V roce 1973 Jolyon poprvé překročil sám Železnou oponu při první z mnoha návštěv Československa. ČSSR ještě mnohokrát navštívil. Dostudoval a naučil se česky, německy, rusky a polsky. Mezi jeho univerzitními profesory v USA byli politolog Ivo Ducháček a historik Vojtěch Mastný, a v Anglii bohemisti Robert Pynsent, David Short a Aleš Svoboda.
Koncem roku 1980 se usadil ve Vídni jako začínající hospodářský novinář u firmy Business International, což mu umožnilo časté soukromé návštěvy do Československa, kde se kamarádil s lidmi kolem Divadla na provázku a Hanáckého divadla, zejména s hudebníkem a skladatelem Jiřím Bulisem a s dramaturgem Arnoštem Goldflamem.
V ČSSR byl pronásledován StB od r. 1981 na základě udání agenta/externího spolupracovníka firmy Business International v Praze. StB v součinnosti s KGB a dalšími bratskými tajnými službami sledovaly a vyměňovaly si informace o něm až do rozpadu komunistické moci. Jeho signální svazek StB, který byl založen v roce 1982, byl archivován v březnu 1989 a proto nedošlo k jeho skartaci koncem roku 1989.
Od roku 1984 Naegele pracoval jako zpravodaj Hlasu Ameriky pro střední a východní Evropu, kde úzce spolupracoval s Ivanem Medkem. V roce 1985 po intervenci velvyslanectví USA a varování ohledně reciprocity s akreditací zpravodaje Československého rozhlasu v New Yorku, Federální ministerstvo zahraničních věcí ČSSR poskytlo Jolyonovi dlouhodobou novinářskou akreditaci.
Naegele podrobně informoval ve VOA o rozkladu komunistické moci po celém východním bloku, včetně dění památného roku 1989. Soustředil se na pronásledované nezávislé aktivisty Charty 77, Výboru na obranu nespravedlivě stíhaných, Jazzové sekce, Obrodu, Římskokatolickou církev, Řeckokatolickou církev na Slovensku, ale také na porušování lidských práv. Na Slovensku se soustředil na znečištění ovzduší kolem Bratislavy, důsledky poslední vlny kolektivizace, režimní přístup k romskou komunitu a rusínskou identitu.
Rozmlouval s Václavem Havlem, Bohumilem Hrabalem, Jiřím Menzelem, Vlastou Chramostovou, Václavem Bendou, kardinálem Františkem Tomáškem, Václavem Malým, Annou Šabatovou, Petrem Uhlem, Jiřím Dienstbierem starším, Josefem Zvěřinou, s předními členy Jazzové sekce a Obrody. A v Bratislavě s Alexandrem Dubčekem, Jánem Čarnogurským, Milanem Šimečkou, Jánem Chryzostomem Korcem, Františkem Mikloškem a Jánem Budajem. Rozhovory, které byly natočeny na audiokazety, byly v letech 2020–22 digitalizovány Českým rozhlasem a nacházejí se v rozhlasovém archívu. Perličky na dně kufru Jolyona Naegeleho Archiv Plus.
Byl přítomen jako reportér VOA na Národní pouti na Velehradě (1985), kdy dav věřících skandoval hesla proti pokusu režimních představitelů nazvat pouť „mírovou manifestací“. Byl rovněž přítomen při téměř všech velkých demonstracích za svobodu včetně velkopáteční svíčkové manifestace v Bratislavě a vzpomínkových a protirežimních akcích v Praze 20. a 21. srpna 1988, 28. října 1988, 10. prosince 1988, během Palachova týdne ve Všetatech a Praze v lednu 1989, a v Praze 21. srpna a 28. října 1989. Při vypuknutí Sametové revoluce 17. listopadu 1989 byl zrovna ve Východním Berlíně, avšak od 19. listopadu byl u všech dalších demonstracích na Václavském náměstí, které kulminovaly v inauguraci Václava Havla na post prezidenta ČSSR 29. prosince 1989 ve Vladislavském sále Pražského hradu, odkud rovněž reportoval. Jako zpravodaj VOA doprovodil prezidenta Havla na jeho prvních zahraničních cestách do NDR a SRN v lednu 1990, a do Islandu, Kanady a USA, a následně do SSSR v únoru 1990.
Po pádu komunismu ve Východní Evropě se jeho reportáže pro VOA soustředily na rozpad Sovětského svazu, Jugoslávii a Československo a na nestabilní situaci v Albánii. V letech 1996–2003 byl redaktorem v centrálním zpravodajství rozhlasových stanic Radia Svobodné Evropy a Svobody (RFE/RL) s hlavním zaměřením na Slovensko, Západní Balkán, Turecko a Zakavkazsko.
V letech 2003–2017 pracoval jako politický analytik v Prištině v útvaru pro politické záležitosti (Office of Political Affairs/OPA) mírotvorné civilní mise OSN v Kosovu UNMIK a z toho deset let jako ředitel útvaru. Byl spoluautorem a redaktorem čtvrtletních zpráv Generálního tajemníka OSN pro Radu bezpečnosti o situaci v misi a v Kosovu. Byl prvním koordinátorem mise pro dialog mezi Prištinou a Bělehradem a sloužil také jako zastupitel mise OSN v Ústřední volební komisi.

## Dílo
- Spoluautor knihy: Sametová revoluce po 30 letech, Karolinum 2019, ISBN 9788024644493[9]
- Recenze knihy: Ioannis Armakolas and James Ker-Lindsay: The Politics of Recognition and Engagement.[10]

### Média

#### Rozhlas
- Srbsko kosovskou hranici vojensky určitě nepřekročí. Nepokoje však teď Vučićovi přijdou vhod, říká novinář Naegele 31. květen 2023 Poslechněte si celé Interview Plus Šárky Fenykové. Hostem je Jolyon Naegele, novinář a bývalý politický ředitel mise OSN v Kosovu[11]
- Politický poradce šéfa mise OSN v Kosovu, bývalý zpravodaj Hlasu Ameriky v Československu Jolyon Naegele přiznává, že mezinárodní společenství by mohlo být při řešení situace na Balkáně účinnější.[12]
- Jolyon Naegele –Pro mnoho Čechů v 80. letech „Hlas ze Západu“. Rozhovor v Radiu Prague International[13]
- Jolyon Naegele, politický ředitel mise OSN v Kosovu, Host Lucie Výborné[14]
- Jak o dění v Československu před 30 lety reportoval Hlas Ameriky? Vzpomíná jeho zpravodaj Jolyon Naegele[15]
- Hlas Ameriky ze střední Evropy. Reportér Jolyon Naegele nahrával Hrabala i Dubčekův zpěv[16]
- Hlas Ameriky ze střední Evropy. O Masarykovi za normalizace[17]
- Hlas Ameriky ze střední Evropy. Prověrky a rituály[18]
- Hlas Ameriky ze střední Evropy aneb Bdělá a ostražitá StB 80. let[19]
- Hlas Ameriky ze střední Evropy. Dvě rozdílné osobnosti[20]

#### Televize
- ČT2 Babylon | Česká televize (ceskatelevize.cz) 18. prosinec 2021 Pořad o životě Jolyona Naegele.[21]
- ČT1 Otázky Václava Moravce 2. část 8.12.2019 Kdo je přítel a kdo nepřítel? Šéf zahraničního výboru Senátu Pavel Fischer a bývalý zpravodaj Hlasu Ameriky, bývalý politický ředitel mise OSN v Kosovu Jolyon Naegele.[22]
- DVTV Naegele: Sledovala mě StB, Sověti mě chtěli naverbovat, revoluce byla splněný sen.[23]
- Oral History Kosovo Jolyon Naegele vzpomíná na dění v Kosovu[24]
- ČT24 Za železnou oponu posílal rozhovory s Dubčekem i Havlem. Zpravodaj Hlasu Ameriky opatruje kufr plný unikátních nahrávek[25]

#### Tisk a web
- DennikN: Americký novinár: Dubček? Ponúkol mi jahody zo záhrady so šľahačkou[26] Rozhovor s Monikou Todovou
- ROZHOVOR | Agenti StB mě označili za nebezpečného novináře. Při první návštěvě mě polekaly samopaly pohraničníků, říká Naegele[27]
- O roce 1968 a Alexandru Dubčekovi[28] v New Yourk Times
- v novinách Washington Post korespondent BBC Misha Glenny informuje o významu role Jolyona Naegeleho a jeho reportáží na Hlasu Ameriky pro Sametovou revoluci[29]

### Ocenění
- Cena Pelikán 2019[8]